# Masami Suzuki
Masami Suzuki (鈴木 真仁, Suzuki Masami) est une seiyū japonaise née le 14 juillet 1972 à Chigasaki au Japon. Elle est actuellement (2016) affiliée avec Aoni Production.

## Filmographie
- Reborn! – Lal Mirch
- Kanata kara from far away – Tachiki Noriko
- Legendz – Mike "Mac" McField
- Slayers series– Amelia Wil Tesla Seyruun[1]
- Gate Keepers – Yukino Hojo
- Gate Keepers 21 – Yukino Hojo
- Akazukin Chacha – Chacha
- Yu-Gi-Oh! Duel Monsters – Ghost Kotsuzuka
- Yu-Gi-Oh! GX – Syrus Truesdale
- One Piece – Apis, Aisa, Capone Pets, Cosette et les Medaka Mermaid quintuplées
- Lost Universe – Nina Mercury
- Suzuka – Yuuka Saotome
- Ghost Hunt – Ayako Matsuzaki
- Mizuiro Jidai (en) – Yuuko Kawai
- Kakurenbo – Sorincha
- Penguin Musume (en) – Maguro Hōjiro
- Saint October – Juan
- Shura no Toki – Tsubura Sanada
- Samurai Warriors 3 – Kaihime
- Dragon Ball Kai – Abeille
- Tales of Phantasia – (Elle chante le générique de début et de fin)